# قضاء الهاشمية
قضاء الهاشمية أحد أقضية محافظة بابل في العراق والذي يقع إلى الجنوب من مركز المحافظة وسمي بالهاشمية نسبةً إلى العلويين الهاشميين الذين سكنوها قديماً وتشير المصادر التاريخية على وجود مدينة ذات عمارة إسلامية مميزة على ضفاف نهر «الجربوعية» زمن الدولة العباسية حيث كانت عاصمة العباسي أبو العباس السفاح ولاتزال هذة المدينة قائمة في الوقت الحاضر، لذلك عندما تَمُر بهذه المدينة تجد معالم دينية عديدة منهم «مرقد الأئمة الخمسة، مرقد عباس الزور بن الحسن المثنى، مرقد الحسن، مرقد العلوية شريفة بنت الحسن..والعديد» ويقع في مركزها مقام شامخاً للعبد الصالح الخضر، وقد انجبت ولازالت تنجب الكثير من أهل العلم والابداع والفكر والفلسفة، ويقع مركز القضاء على امتداد شط الهاشمية ويقسم إلى عدة احياء«حي البتول، حي الانتفاضة، حي النصر، حي البركاوي، حي البسعبر، حي الزهراء، حي الامانة، حي الرسول، حي المصطفى، حي الأمير، حي جعفر الطيار، حي الدسيم، حي الخضراء، حي السجاد، حي الجامعة، حي السكك، حي الباقر، حي الصادق، حي الرافدين» وتنتشر على اطرافها عدة قرى منها«قرية التياس، قرية آل شاووش، قرية محيريجة، قرية آلبوجمال، قرية المزيدية، قرية الجربوعية» وتبلغ مساحة القضاء 1026 كم مربع وعدد نفوسه 413005 نسمة، ويعتبر مركز القضاء خطاً ناقلا ًورابطاً بين الخط السريع الدولي وبين الخط العام وطريق الحسين من جهة وخط سكك الحديدية الرابط جنوب وشمال العراق، ويتسم بمناطقه الزراعية والريفية وبأجواء تتسم بالاعتدال تصل اعلى درجات حرارته ْ45 وادنى درجة 4ْ، ويعتبر مركز العراق الجغرافي حيث المسافة من شرق إلى غرب العراق تساوي المسافة من شمال إلى جنوب العراق ويتبع القضاء اربع نواحي هي ناحية القاسم و التي سميت بهذا الاسم نسبتاً الى الامام القاسم ابن موسى الكاظم (عليهم السلام) و الذي هو اخ الامام الرضا (عليه السلام) وناحية المدحتية وناحية الشوملي وناحية الطليعة.

## الموقع الجغرافي
يقع قضاء الهاشمية إلى الجنوب الشرقي من مدينة الحلة ويبعد مركز القضاء عن الحلة حوالي 20 كم .